# Gerhard Cerny
Gerhard Cerny (* 23. August 1944 in Bukarest, Rumänien) ist ein deutschsprachiger Schriftsteller. Er lebt in Sibiu, Rumänien, Wien und Berlin.
Der Autor von Kurzgeschichten und Novellen, dessen zipser-sächsische Familie im 19. Jahrhundert aus der heutigen Slowakei nach Rumänien emigrierte, gehört zu den wenig bekannten deutschsprachigen Autoren osteuropäischer Herkunft. In seiner Prosa werden die Themen des Alterns und der Krankheit aufgegriffen.
Eine seiner Kurzgeschichten geht auf das Siechtum einer an Krebs erkrankten Frau ein, deren Leben Stück für Stück von dem Karzinom ausgelöscht wird. Gewöhnliche Gegenstände erhalten in seiner Prosa oftmals metaphysische Bedeutung. Die einfache Sprache gehört ebenso zum Schreibstil Cernys wie seine trockene, fast gleichgültige Beschreibung „anti-erotischer“ Momente. Auch das ländliche Leben in Siebenbürgen vor dem Einmarsch der Nazis 1943, und der tief im Alltag verwurzelte Antisemitismus wird in seinen Texten aufgegriffen.
Sein Debüt erfolgte 1973 mit dem Roman „Der Knecht und das Kraut“, erschienen im Verlag für fremdsprachige Literatur Bukarest, in dem von einer verschwendeten Jugend des triebhaften Vagabunden und Deserteurs Harald Laudis erzählt wird. Laudis verweigert den Dienst in der rumänischen Armee und lebt einige Jahre bei den Waldbrüdern im Făgăraș-Gebirge, einem Teil der Karpatenkette. Der Roman ermöglicht Einblicke in die Mentalität der rumänischen Bauernschaft und die Überheblichkeit und Ressentiments der deutschen Minderheiten sowie deren Umgang mit dem Verlust ihres Besitztums im kommunistischen Rumänien unter dem Diktator Nicolae Ceaușescu. Der Roman erstreckt sich über die Epoche eines von Monarchie, Naziherrschaft und den Anfängen des real-existierenden Sozialismus geprägten Rumäniens.

## Werke
- Roman: Der Knecht und das Kraut, Bukarest 1973
- Prosasammlungen: Stumpf und Freude, Familie, Faschismus, Bukarest 1978 und 1980

| Personendaten    | Personendaten                    |
| ---------------- | -------------------------------- |
| NAME             | Cerny, Gerhard                   |
| KURZBESCHREIBUNG | deutschsprachiger Schriftsteller |
| GEBURTSDATUM     | 23. August 1944                  |
| GEBURTSORT       | Bukarest, Rumänien               |